# 珍珠岩 (南極洲)
珍珠岩（英語：Pearl Rocks）是南極洲的岩群，位於帕默群島中陶爾島的西岸對開海域，長6公里、寬4公里，該地區被國際鳥盟列為重點鳥區，是約170雙藍眼鸕鷀的棲息地。
63°35′S 59°56′W / 63.583°S 59.933°W